# ممفيس (تكساس)
ممفيس (بالإنجليزية: Memphis, Texas)‏ هي مدينة تقع بولاية تكساس في شمال شرق الولايات المتحدة. تبلغ مساحة هذه المدينة 5.8 (كم²)، وترتفع عن سطح البحر 627 م، بلغ عدد سكانها 2290 نسمة في عام 2010 حسب إحصاء مكتب تعداد الولايات المتحدة وتصل الكثافة السكانية فيها 426.7 نسمة/كم2.

## التركيبة السكانية
حدّد مكتب تعداد الولايات المتحدة بيانات التركيبة السكانية لممفيس في تعداد الولايات المتحدة. في ما يلي، التركيبة السكانية حسب تعدادي 2000 و2010.

### تعداد عام 2000
بلغ عدد سكان ممفيس 2,479 نسمة بحسب تعداد عام 2000، وبلغ عدد الأسر 1,024 أسرة وعدد العائلات 660 عائلة مقيمة في المدينة. في حين سجلت الكثافة السكانية 426.7 نسمة لكل كيلومتر مربع (1,105.1/ميل2). وبلغ عدد الوحدات السكنية 1,245 وحدة بمتوسط كثافة قدره 214.3 لكل كيلومتر مربع (555.0/ميل2).
وتوزع التركيب العرقي للمدينة بنسبة 71.40% من البيض و9.08% من الأمريكيين الأفارقة و0.56% من الأمريكيين الأصليين و0.04% من الأمريكيين ذوي الأصول الآسيوية و17.63% من الأعراق الأخرى و1.29% من عرقين مختلطين أو أكثر و26.02% من الهسبانيون أو اللاتينيون من أي عرق.
بلغ عدد الأسر 1,024 أسرة كانت نسبة 31.5% منها لديها أطفال تحت سن الثامنة عشر تعيش معهم، وبلغت نسبة الأزواج القاطنين مع بعضهم البعض 51.6% من أصل المجموع الكلي للأسر، ونسبة 10.1% من الأسر كان لديها معيلات من الإناث دون وجود شريك،  بينما كانت نسبة 2.8% من الأسر لديها معيلون من الذكور دون وجود شريكة وكانت نسبة 35.5% من غير العائلات. تألفت نسبة 33.7% من أصل جميع الأسر من عدة أفراد يعيشون في نفس المنزل ونسبة 21% كانت تتألف من شخص يعيش بمفرده يبلغ من العمر 65 عاماً أو أكثر. وبلغ متوسط حجم الأسرة المعيشية 2.38، أما متوسط حجم العائلات فبلغ 3.03.
بلغ العمر الوسطي للسكان 40.0 عاماً. وكانت نسبة 27.1% من القاطنين تحت سن الثامنة عشر، وكانت نسبة 7.1% بين الثامنة عشر والرابعة والعشرين عاماً، ونسبة 22% كانت واقعةً في الفئة العمرية ما بين الخامسة والعشرين والرابعة والأربعين عاماً، ونسبة 22% كانت ما بين الخامسة والأربعين والرابعة والستين، ونسبة 20.1% كانت ضمن فئة الخامسة والستين عاماً فما فوق. يوجد لكل 100 أنثى 86.5 ذكر، ويوجد لكل 100 أنثى في الثامنة عشر من عمرها فما فوق 81.6 ذكر.
بلغ متوسط دخل الأسرة في المدينة 23,102 دولارًا، أما متوسط دخل العائلة فبلغ 27,367 دولارًا. وكان متوسط دخل الذكور 24,620 دولارًا مقابل 18,816 دولارًا للإناث. وسجل دخل الفرد الخاص بالمدينة 13,856 دولارًا. وكانت نسبة 18.5% من العائلات ونسبة 23.9% من السكان تحت خط الفقر، وكان من هؤلاء نسبة 37.9% تحت سن الثامنة عشر ونسبة 15.4% في الخامسة والستين من العمر وما فوق.

## معرض صور

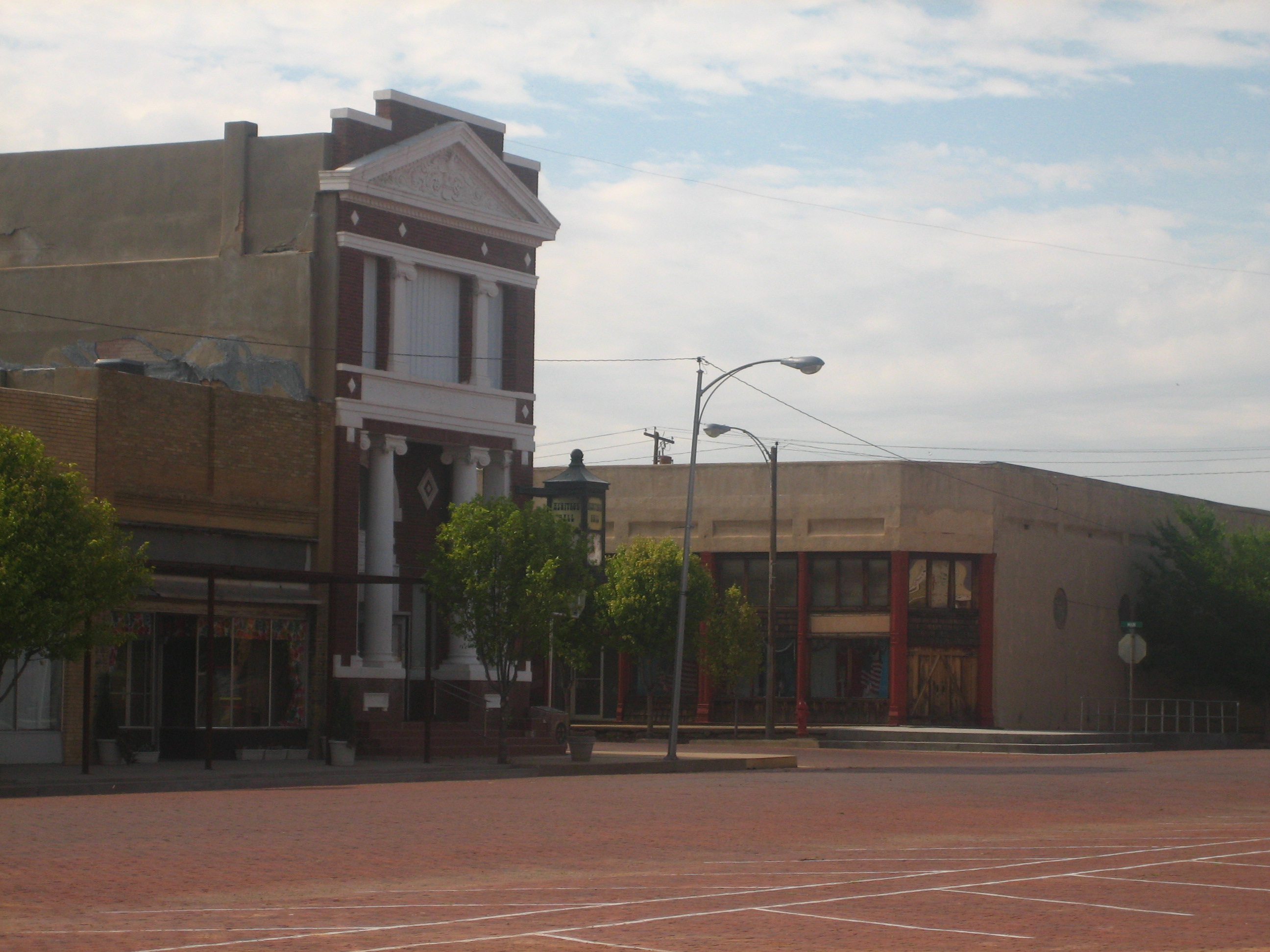
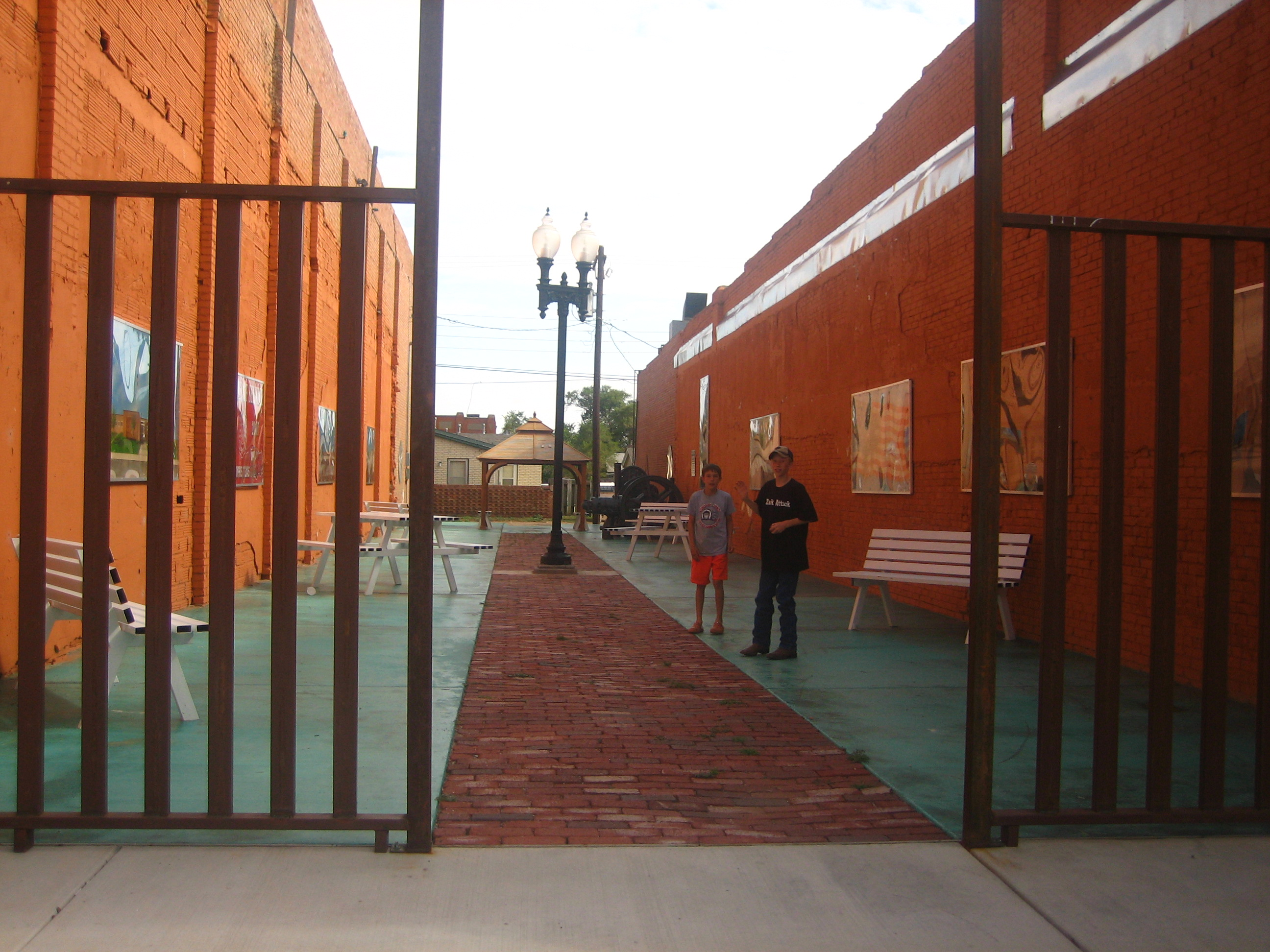
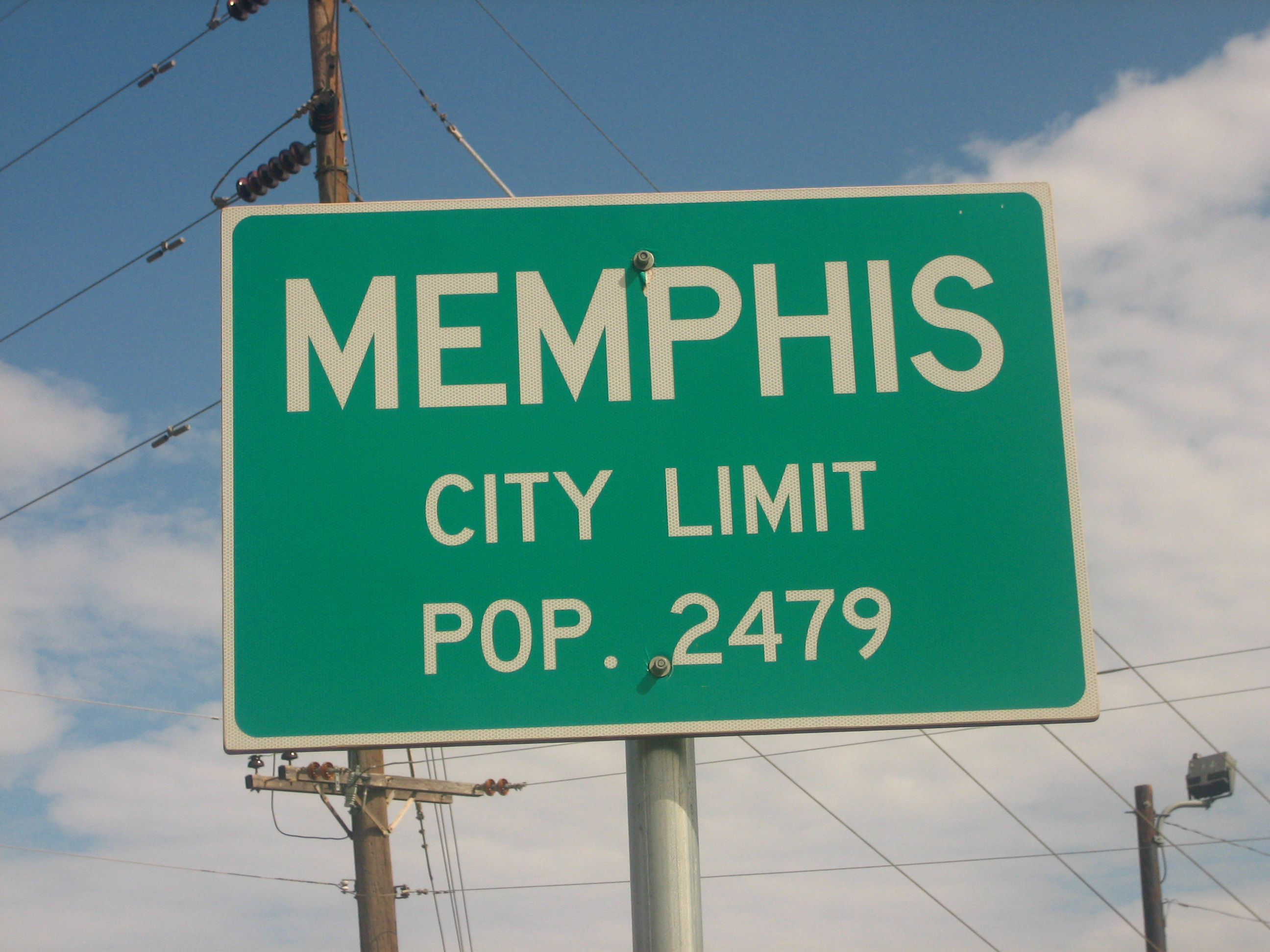

### تعداد عام 2010
بلغ عدد سكان ممفيس 2,290 نسمة بحسب تعداد عام 2010، وبلغ عدد الأسر 928 أسرة وعدد العائلات 615 عائلة مقيمة في المدينة. في حين سجلت الكثافة السكانية 394.1 نسمة لكل كيلومتر مربع (1,020.7/ميل2). وبلغ عدد الوحدات السكنية 1,160 وحدة بمتوسط كثافة قدره 199.7 لكل كيلومتر مربع (517.2/ميل2).
وتوزع التركيب العرقي للمدينة بنسبة 74.67% من البيض و8.82% من الأمريكيين الأفارقة و1% من الأمريكيين الأصليين و0.13% من الأمريكيين ذوي الأصول الآسيوية و14.28% من الأعراق الأخرى و1.09% من عرقين مختلطين أو أكثر و32.88% من الهسبانيون أو اللاتينيون من أي عرق.
بلغ عدد الأسر 928 أسرة كانت نسبة 32.5% منها لديها أطفال تحت سن الثامنة عشر تعيش معهم، وبلغت نسبة الأزواج القاطنين مع بعضهم البعض 50.2% من أصل المجموع الكلي للأسر، ونسبة 11.4% من الأسر كان لديها معيلات من الإناث دون وجود شريك،  بينما كانت نسبة 4.6% من الأسر لديها معيلون من الذكور دون وجود شريكة وكانت نسبة 33.7% من غير العائلات. تألفت نسبة 31.4% من أصل جميع الأسر من عدة أفراد يعيشون في نفس المنزل ونسبة 17% كانت تتألف من شخص يعيش بمفرده يبلغ من العمر 65 عاماً أو أكثر. وبلغ متوسط حجم الأسرة المعيشية 2.42، أما متوسط حجم العائلات فبلغ 3.05.
بلغ العمر الوسطي للسكان 41.5 عاماً. وكانت نسبة 26.4% من القاطنين تحت سن الثامنة عشر، وكانت نسبة 7.6% بين الثامنة عشر والرابعة والعشرين عاماً، ونسبة 19.4% كانت واقعةً في الفئة العمرية ما بين الخامسة والعشرين والرابعة والأربعين عاماً، ونسبة 25.9% كانت ما بين الخامسة والأربعين والرابعة والستين، ونسبة 20.7% كانت ضمن فئة الخامسة والستين عاماً فما فوق. وتوزع التركيب الجنسي للسكان بنسبة 48.7% ذكور و51.3% إناث.

## أعلام
- جورج إدوارد ستانلي

## وصلات خارجية
- The US50 - Cities and Towns in Texas State